# اوک هیلز (اورگن)
اوک هیلز (به انگلیسی: Oak Hills) یک منطقهٔ مسکونی در ایالات متحده آمریکا است که در شهرستان واشینگتن، اورگن واقع شده‌است. اوک هیلز ۴٫۰ کیلومتر مربع مساحت و ۱۱٬۳۳۳ نفر جمعیت دارد و ۷۲ متر بالاتر از سطح دریا واقع شده‌است.